# Noukansaari
Noukansaari är en ö i Finland. Den ligger i sjön Rauhajärvi och i kommunen Sankt Michel i den ekonomiska regionen  S:t Michel och landskapet Södra Savolax, i den södra delen av landet, 220 km nordost om huvudstaden Helsingfors. Öns area är 14,4 hektar och dess största längd är 0,7 kilometer i sydöst-nordvästlig riktning.